# Classe de navires triple E Maersk

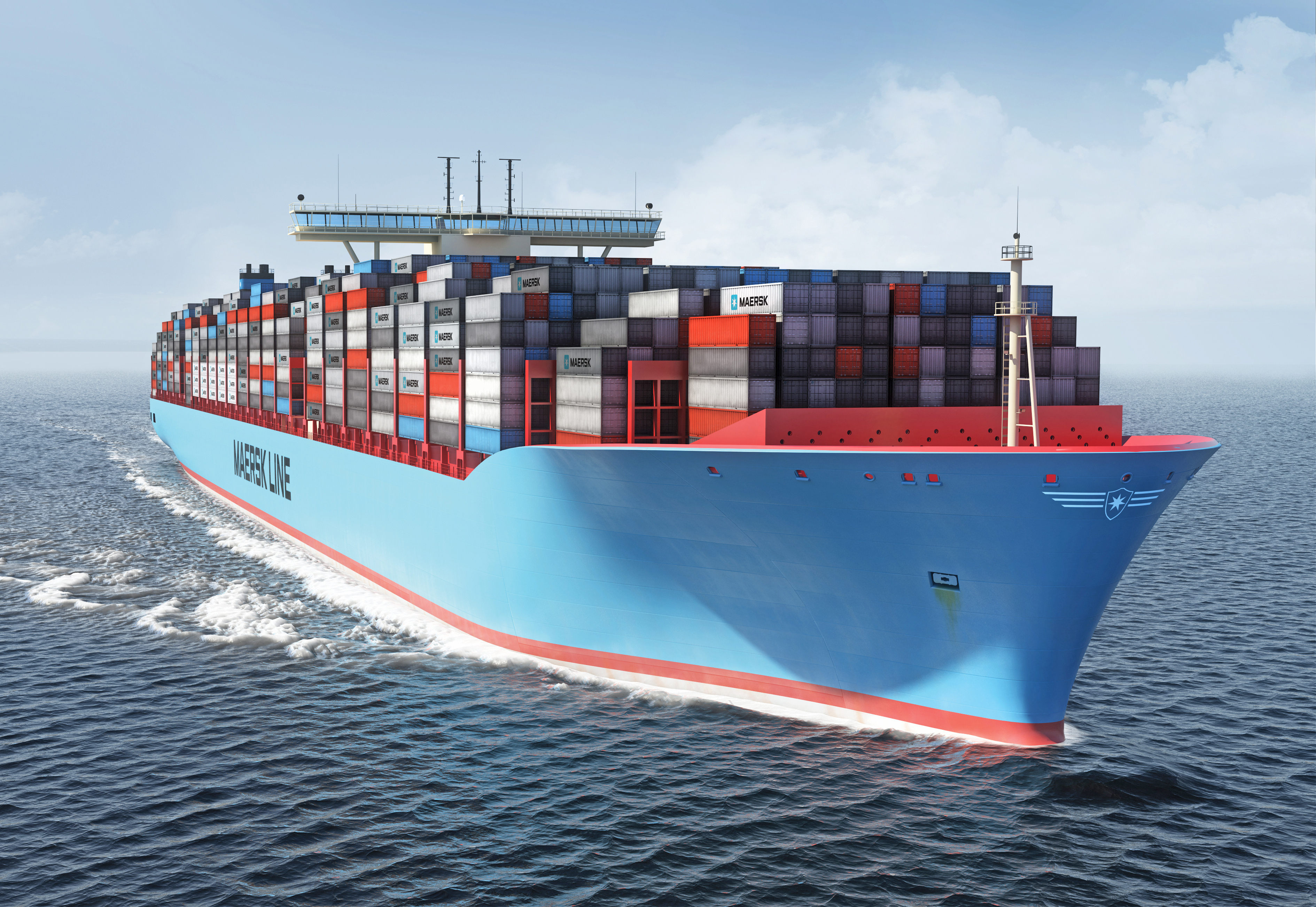
Image de synthèse d'un navire Maersk triple E.

La classe Maersk triple E est une famille de porte-conteneurs géants d'une capacité de 18 340 TEU (en français : EVP) créée pour prendre la relève des navires Maersk de classe E. 
Le contrat de construction a été accordé en 2011 au chantier naval coréen Daewoo pour construire vingt navires, pour un total de 3,8 milliards de dollars.
Le nom triple E provient des trois principes entourant la création de cette classe : « Économie d’échelle, efficacité énergétique et progrès environnementaux ».
Les navires de cette classe sont les plus grands porte-conteneurs mais aussi les plus rentables en équivalent vingt pieds.
Avec une longueur de 400 mètres et une largeur de 59 mètres ces navires font 3 mètres de long et 4 m de large de plus que les navires de classe E. Ils peuvent cependant transporter 2 500 conteneurs de plus, pour un total de 18 000.
Leur tirant d’eau les empêche de passer le canal de Panama mais ils peuvent utiliser le canal de Suez pour joindre l’Asie à l’Europe.
Les navires sont propulsés par deux moteurs deux temps diesel de 32 mégawatts permettant une vitesse de croisière de 35 km/h. Leur vitesse est inférieure à celle de leurs prédécesseurs, ce qui permet une réduction de 37 % de la consommation fioul lourd et de 50 % des émissions de dioxyde de carbone.
Le premier d'entre eux, le Mærsk McKinney Møller a été lancé en juillet 2013.